# Marie Šechtlová
Marie Šechtlová (née le 25 mars 1928 à Chomutov – morte le 5 juillet 2008 à Prague) est une photographe tchèque.